# Juan José Nissen
Juan José Nissen, né en 1901 et mort en 1978, est un astronome argentin, ancien directeur d'observatoires astronomiques en Argentine. Il a été le premier directeur de l'observatoire Félix-Aguilar, ancien directeur de l'observatoire de Córdoba et chef de département à l’observatoire de La Plata. L'astéroïde (2124) Nissen a été nommé en son honneur.